# Mercedes-Benz Ocean Drive
Mercedes-Benz Ocean Drive — концепт-кар от компании Mercedes-Benz, представленный в январе 2007 года на автосалоне в Детройте.

## История
Четырёхдверные кабриолеты были популярны в 1920—30-е года. В 1960-х годах особую славу имел автомобиль Lincoln Continental. Однако впоследствии их сменила мода на 2-х дверные версии автомобилей со складывающейся крышей. Появление автомобилей Chrysler 300C Helios в 2005 году и Peugeot 407 Macarena сделало конструирование четырёхдверного кабриолета лишь вопросом времени.
В истории автомобильной марки Mercedes-Benz присутствует немалое число кабриолетов — классический CLK-класс с мягкой крышей и двумя рядами сидений, а также родстеры SLK и SL с жёсткой металлической. Все они довольно компактны и рассчитаны, как правило, только на двух пассажиров.
Принимая участие в Северо-американском автосалоне в Детройте 2007 года, компания Mercedes-Benz в очередной раз выступила в роли генератора идей в области автомобильного дизайна, представляя в сегменте представительских автомобилей свой новый концепт-кар — четырёхместный кабриолет Ocean Drive.
Исследовательские и дизайнерские работы, проведённые в рамках экспериментального проекта Ocean Drive, легли в основу производства современных кабриолетов компании.

## Описание
Четырёхдверный кабриолет Ocean Drive основан на удлинённой версии S600. Несмотря на длину и отсутствие боковых стоек жёсткость кузова сохранена на высоком уровне. Огромная матерчатая крыша, накрывающая сразу два ряда сидений, складывается электроприводами всего за 20 секунд. В каждое сиденье встроена система обогрева зоны головы и шеи.

### Интерьер
Для отделки интерьера Ocean Drive щедро использованы ценные материалы: высококачественная кожа, материалы с трёхмерным оптическим эффектом, большие панели из дерева клёна как внутри салона, так и в качестве крышки для отсека, в который складывается верх.
Приборная панель автомобиля, кнопки управления климат-контролем, системы безопасности и многие другие системы и элементы позаимствованы у S-класса. Задние сидения оснащены экранами DVD. На центральной консоли присутствует хранилище для бутылки (например, шампанского) и двух бокалов.

### Экстерьер
Помимо четырёх дверей выразительными внешними чертами концепт-кара являются массивная, вертикально расположенная решётка радиатора, фары и задние фонари на светодиодах, двухцветное лаковое покрытие, а также эффектное чередование строгих линий и больших спокойных плоскостей. Благодаря этому во внешнем виде автомобиля проявляется уверенность, превосходство и мощь, сочетающиеся с особой элегантностью и динамичностью.
Вытянутый силуэт окон в сочетании с типичным для кабриолетов отсутствием центральной стойки и оконных рамок даже при поднятом верхе создаёт ощущение органичного единства интерьера и экстерьера автомобиля.

### Двигатель
На концепт-кар установлен бензиновый 12-цилиндровый двигатель объёмом 5.5 л. и мощностью в 380 кВт (517 л. с.). Крутящий момент составляет 830 Н·м. Разгон до 100 км/ч составляет 4.8 секунды, максимальная скорость ограничена электроникой на отметке в 250 км/ч.

### Технологические новшества
Технологии, применённые в автомобиле Mercedes-Benz Ocean Drive:
- Система превентивного автоматического торможения PRE-SAFE® в сочетании с системой адаптивного круиз-контроля DISTRONIC PLUS
- Передние и задние LED фонари
- Инновационный механизм откидной крыши, позволяющий быстро свернуть и развернуть верх автомобиля
- Система воздушного обогрева зоны головы и шеи AIRSCARF («Воздушный шарф»), встроенная в каждое из 4-х сидений
- Система превентивного экстренного торможения PLUS
- Система превентивной безопасности пассажиров PRE-SAFE®

## В сувенирной и игровой индустрии
- Модель в масштабе 1:43 выпускалась ограниченным тиражом фирмами Spark[6] и Schuco.

## Галерея
- Вид спереди
- Вид сзади
- Вид сбоку
- Боковой обзор сзади